# Henning von Ondarza

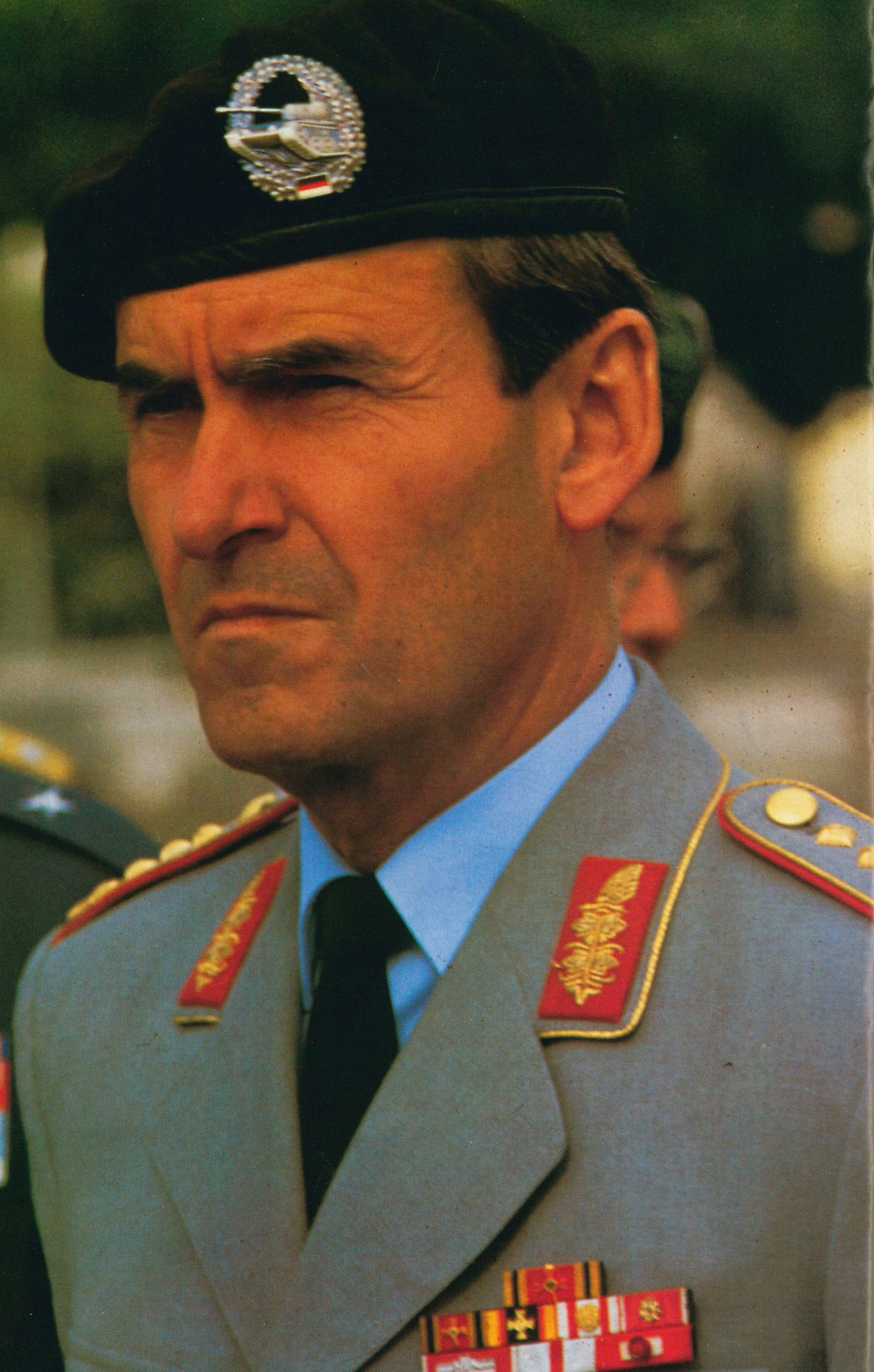
Henning von Ondarza, als General in Ungarn (1992)

Henning von Ondarza (* 17. November 1933 in Güstrow) ist ein General außer Dienst des Heeres der Bundeswehr. Er war von 1987 bis 1991 Inspekteur des Heeres und anschließend bis zu seiner Pensionierung 1994 Oberbefehlshaber der Allied Forces Central Europe der NATO.

## Familie
Die Familie Ondarza ist ein altadeliges spanisches Geschlecht, das sich mit Ulpiano de Ondarza (1832–1893) nach Deutschland verzweigte: Don Ulpiano war Reeder; erst in Bilbao dann in Hamburg, und verheiratet mit der deutschen Kaufmannstochter Augusta Melosch. Sein Sohn Herbert de Ondarza (1878–1971), der Großvater von Henning von Ondarza, war als Fahnenjunker in die Kaiserliche Armee eingetreten und ließ sich als großherzoglich-mecklenburgischer Leutnant 1907 als „von Ondarza“ in die kaiserliche Adelsmatrikel aufnehmen. Herbert von Ondarza nahm an beiden Weltkriegen teil und schied 1943 als Generalleutnant aus dem aktiven Dienst aus. Sein Sohn Leon von Ondarza (1903–1945) war in die Artillerietruppe der Reichswehr eingetreten und in der letzten Phase des Zweiten Weltkriegs als Oberst Kommandeur eines Panzerartillerie-Regiments, mit dem er an den schweren Abwehrgefechten in Kurland teilnahm. Im März 1945 gab er sein Regiment ab, geriet jedoch am 21. April 1945 bei einem Verlegungsmarsch mit seiner Stabsgruppe bei Meyenburg (Ostpriegnitz) in einen britischen Tieffliegerangriff und fiel mit nur 42 Jahren, als sein Sohn Henning von Ondarza elf Jahre alt war.
Henning von Ondarza ist seit 1959 mit Christiane Freiin von Reitzenstein verheiratet (Tochter des Hubertus Freiherr von Reitzenstein und der Elisabeth Gräfin von Spee) und hat drei Töchter: Emanuela (verheiratet mit Alexander von Erdmannsdorff), Nikola (verheiratet mit Alexander Roehreke) und Beatrix (verheiratet mit Raphael Graf von Deym).

## Leben
Ondarza trat 1956 als Offizieranwärter der Panzertruppe in die Bundeswehr ein und wurde nach der Offizierausbildung als Zugführer und Kompaniechef eingesetzt. Von 1964 bis 1966 absolvierte er den 7. Generalstabslehrgang Heer an der Führungsakademie der Bundeswehr in Hamburg, wo er zum Offizier im Generalstabsdienst ausgebildet wurde, und anschließend die Generalstabsausbildung am US-amerikanischen Command and General Staff College in Fort Leavenworth. Danach diente er bis 1976 in verschiedenen Verwendungen: als Generalstabsoffizier für Planung und Ausbildung (G3) im Stab der 4. Jägerdivision in Regensburg; als Adjutant des Inspekteurs des Heeres; als Bataillonskommandeur in Amberg, sowie als Stabsoffizier beim deutschen Anteil der Supreme Headquarters Allied Powers Europe (SHAPE).
Er absolvierte 1977 einen Lehrgang am Royal College of Defence Studies in London und diente danach bis 1979 als Oberst und Kommandeur der Panzerbrigade 20 in Iserlohn. Im Oktober 1979 wurde er zum Brigadegeneral ernannt und an die Deutsche Botschaft Washington, D.C. versetzt. Dort diente er als Verteidigungsattaché den Botschaftern Berndt von Staden und Peter Hermes. Er kehrte nach Deutschland zurück und übernahm als Generalmajor vom 1. April 1983 bis zum 30. April 1985 die 1. Panzerdivision in Hannover. Am 1. Mai 1985 zum Generalleutnant ernannt, übernahm von Ondarza als COMLANDJUT das Hauptquartier der Alliierten Landstreitkräfte Schleswig-Holstein und Jütland in Rendsburg. 
Am 26. September 1987 wurde von Ondarza zum Inspekteur des Heeres ernannt. In dieser Funktion musste er infolge der Deutschen Wiedervereinigung und der Entspannung im Ost-West-Konflikt die Heeresstruktur V durchführen, um die Bundeswehr zu verkleinern, und die Auflösung und Teilübernahme der Nationalen Volksarmee der DDR organisieren. Kernelemente seiner Führung in dieser Verwendung waren die Stärkung und Weiterentwicklung der inneren Führungsstruktur des Heeres sowie eine klare Außendarstellung der Belange der Soldaten. Diese Aufgaben übergab er zum 26. September 1991 an Jörg Schönbohm, der ihm auf dem Posten des Inspekteurs des Heeres nachfolgte. 
Am 1. Oktober 1991 übernahm von Ondarza im niederländischen Brunssum von Hans-Henning von Sandrart, von dem er vier Jahre zuvor schon den Inspekteursposten übernommen hatte, den Oberbefehl über die Allied Forces Central Europe (AFCENT) der NATO. Am 31. März 1994 trat Ondarza schließlich in den Ruhestand.
Nach seiner Pensionierung wurde er 1994 vom polnischen Verteidigungsministerium, das nach dem Ende des Warschauer Paktes eine Vollmitgliedschaft in der NATO anstrebte, als Militärberater berufen und diente dort zwei Verteidigungsministern. Diese Ernennung erfolgte wohl wegen der vielfältigen Kontakte Ondarzas zu Offizieren aus Osteuropa und seiner öffentlich vertretenen Meinung einer sicherheitspolitischen Annäherung an die ehemaligen Ostblockstaaten. Zudem war er von April 1998 bis 2001 Berater des georgischen Präsidenten Eduard Schewardnadse. Ondarza saß im Aufsichtsrat mehrerer Industrieunternehmen.

## Auszeichnungen
- 1980: Verdienstkreuz am Bande des Verdienstordens der Bundesrepublik Deutschland
- 1984: Verdienstkreuz 1. Klasse des Verdienstordens der Bundesrepublik Deutschland
- 1987: Ehrenkreuz der Bundeswehr in Gold[6]
- 1989: Großes Verdienstkreuz des Verdienstordens der Bundesrepublik Deutschland[7]
- 1989: Legion of Merit, Commander[8]
- 1989: Großkreuz des Spanischen Militär-Verdienstordens[9]
- 1990: Kommandeur der Ehrenlegion[10]
- 1994: Großoffizier des Ordens von Oranien-Nassau[11]
- 2003: Orden der Würde, Verdienstorden Georgiens[12]